# Bragassargues
Bragassargues – miejscowość i gmina we Francji, w regionie Oksytania, w departamencie Gard.
Według danych na rok 1990 gminę zamieszkiwały 94 osoby, a gęstość zaludnienia wynosiła 13 osób/km² (wśród 1545 gmin Langwedocji-Roussillon Bragassargues plasuje się na 807. miejscu pod względem liczby ludności, natomiast pod względem powierzchni na miejscu 889.).